# Deinopa diplogramma
Deinopa diplogramma là một loài bướm đêm trong họ Erebidae.